# Merry & Hell Go Round
『Merry & Hell Go Round』（メリー・アンド・ヘル・ゴー・ラウンド）は、OLIVIAの2枚目のミニアルバム。2003年6月27日にcutting edgeよりリリースされた。当初はTOWER RECORDS渋谷店のみで販売された。

## 収録曲
1. SpidERSpins
2. Denial
3. Blind Unicorn
4. Cupid
5. Sugarbloodsuckers